# Glen Mervyn
Glen Alexander Mervyn (* 17. Februar 1937 in Vancouver; † 18. März 2000 in Kelowna) war ein kanadischer Ruderer, der 1960 eine olympische Silbermedaille gewann.
Der 1,93 m große Student der University of British Columbia war mit dem Boot seiner Universität erfolgreich und trat von 1958 bis 1960 auch international für Kanada an. Bei den British Empire and Commonwealth Games 1958 in Cardiff siegte er mit dem kanadischen Achter in der Besetzung Archibald MacKinnon, Donald Arnold, Wayne Pretty, Glen Mervyn, Walter D’Hondt, Lorne Loomer, Robert Wilson, William McKerlich und Steuermann Sohen Biln. Kanada gewann in Cardiff 27 Medaillen, die Medaille im Achter war die einzige Goldmedaille. 1959 gehörten Mervyn und Biln auch zu der Crew, die bei den Panamerikanischen Spielen 1959 die Silbermedaille im Achter gewann.
Bei den Olympischen Spielen 1960 in Rom ruderte der kanadische Achter in der Besetzung Donald Arnold, Walter D’Hondt, Nelson Kuhn, John Lecky, David Anderson, Archibald MacKinnon, William McKerlich, Glen Mervyn und Sohen Biln. Im Finale siegte der Deutschland-Achter vor den Kanadiern und dem Boot aus der Tschechoslowakei.
Mervyn beendete seine aktive Laufbahn 1960 und war in den 1960er Jahren als Trainer an der University of British Columbia und für das kanadische Nationalteam tätig. Später schloss er einen Master-Studiengang in Pädagogik an der Harvard University ab und arbeitete als Lehrer für Physik und Mathematik. 1992 erkrankte er an Darmkrebs und starb nach achtjähriger Krankheit.